# Ella Grasso
Ella Grasso (rojena kot Ella Giovanna Oliva Tambussi), ameriška političarka, * 10. maj 1919, Windsor Locks, Connecticut, † 5. februar 1981.
Bila je guvernerka Connecticuta med letoma 1974 in 1980. Tako je postala prva ženska, ki je bila izvoljena na položaj guvernerja kake ameriške zvezne države (že prej so ženske zasedale položaj, a so nadomeščale svoje može, ki so bili izvoljeni na položaj).